# Rifugio Biasagn
Il rifugio Biasagn è un rifugio alpino, situato in val Pontirone, nel comune di Biasca, nel Canton Ticino, nelle Alpi Lepontine, a 2.023 m s.l.m.

## Caratteristiche e informazioni
Piccola costruzione in muratura, con refettorio, per un totale di 6 posti letto.
Cucine sia a legna che a gas, completa di utensili.
Riscaldamento a legna, illuminazione a gas.
Posti letto suddivisi in un'unica stanza.

## Accessi
- Fontana 1.347 m. - Fontana è raggiungibile in auto. - Tempo di percorrenza: 2 ore - Dislivello: 700 metri - Difficoltà: T2
- Biasca 302 m - Biasca è raggiungibile anche con i mezzi pubblici. - Tempo di percorrenza: 8 ore - Dislivello: 1.700 m - Difficoltà: Difficoltà: T3.

## Ascensioni
- Cima di Biasagn (2.417 m) - Tempo di percorrenza: 1,30 ore - Dislivello: 400 metri - Difficoltà: T3

## Traversate
- Capanna di Cava 3 ore